# Empresa Líneas Marítimas Argentinas

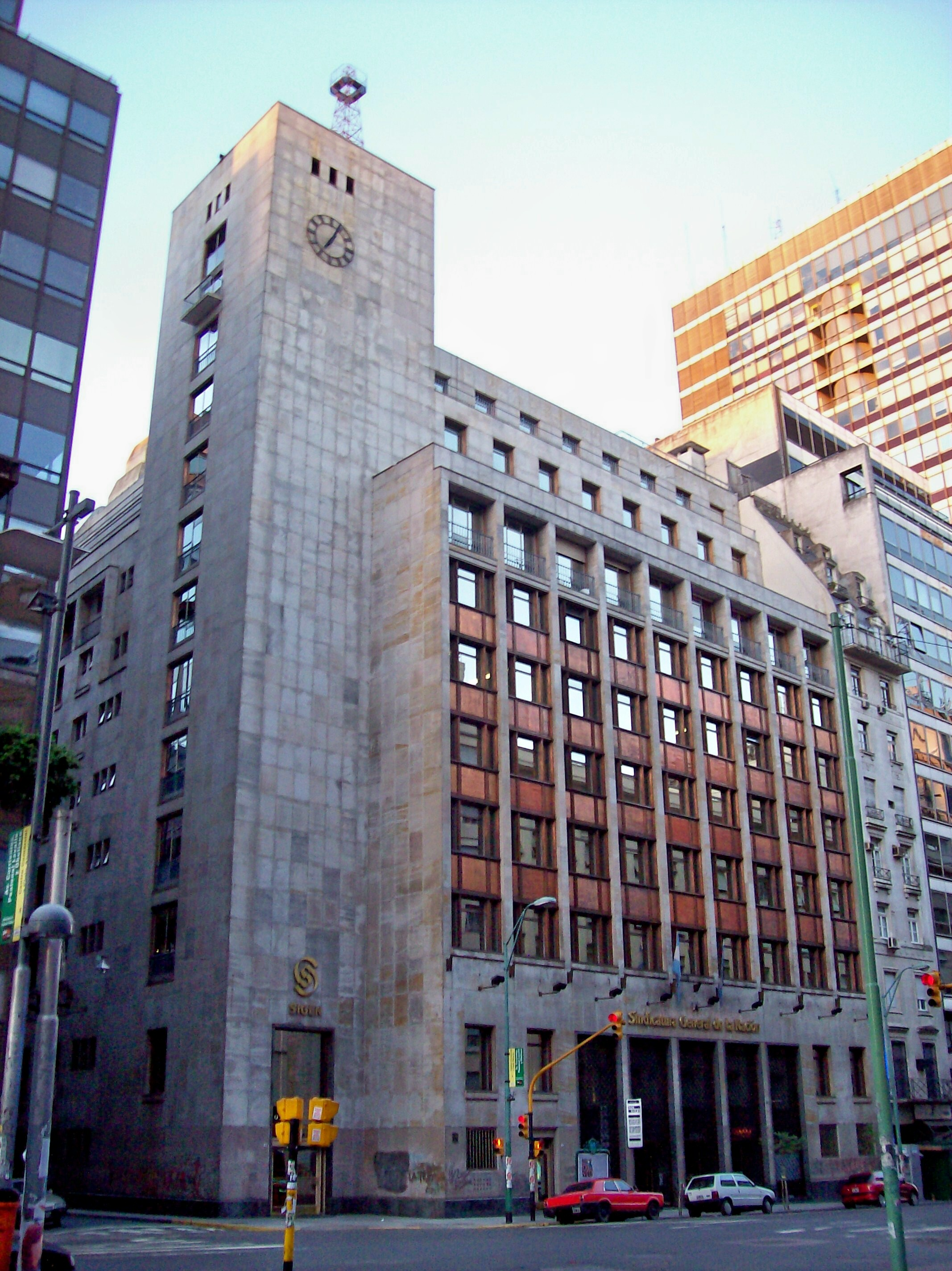

Empresa Líneas Marítimas Argentinas (Elma) est une compagnie maritime argentine. 
Elle exploitait différents paquebots entre 1960 et 1970 ; par exemple, l'itinéraire 17 linea Norte de Europa avec Rio Tunuyan et Libertad (1966-1967-1968), en concurrence de la Société générale des transports maritimes avec Provence et Bretagne.
Le Rio Tunuyan partait de Buenos Aires le 20/5, Santos le 23, Rio le 25, Las Palmas le 2/6, Vigo le 5/6 et Le Havre le 7/6, ensuite Hambourg ou Londres puis retour à Buenos Aires le 2 juillet. 
- 17 de Octubre construit en  1950, en 1955 renommé Libertad, 1974 Villa Consitucion, 1975 démoli à Campana, 12,634
- Rio Tunuyan construit en 1951, en 1952 renommé Evita, 1955 redevenu Rio Tunuyan, en 1972 Villa Contitucion, 11,317